# Sorbolo
Sorbolo (en dialecte parmesan Sòrbel) est une commune italienne de la province de Parme, dans la région Émilie-Romagne.

## Géographie
Sorbolo est à 12 km de Parme sur la rive gauche de la rivière Enza qui représente la limite entra la province de Parme et la province de Reggio d'Emilie. Elle est traversée par la Route nationale 62 de la Cisa (Strada statale 62 della Cisa, IT) qui lie Vérone à la mer Tyrrhénienne.
Le nom de Sorbolo dérive du nom de l'arbre du sorbier (Sorbo, IT) qui était très fréquent dans la commune, mais qui aujourd'hui est presque disparu.

## Administration
| Période                                  | Période     | Identité          | Étiquette                              | Qualité |
| ---------------------------------------- | ----------- | ----------------- | -------------------------------------- | ------- |
| 25 mai 2014                              | En cours    | Nicola Cesari     | Lista Democratici e Civici per Sorbolo |         |
| 7 juin 2009                              | 25 mai 2014 | Angela Zanichelli | Lista Civica Democratici per Sorbolo   |         |
| 2004                                     | 2009        | Franco Picelli    | Lista Civica Democratici per Sorbolo   |         |
| 1999                                     | 2004        | Massimo Iotti     |                                        |         |
| 1994                                     | 1999        | Loris Marzotto    |                                        |         |
| Les données manquantes sont à compléter. |             |                   |                                        |         |

### Hameaux
Alba, Bogolese, Casaltone, Coenzo, Corte Godi, Croce dei Morti, Enzano, Frassinara, Ramoscello.

### Communes limitrophes
Brescello, Gattatico, Mezzani, Parme.

### Jumelages
- Viriat (France).